# Ahlen
Ej att förväxla med staden Aalen i Baden-Württemberg.
Ahlen är en stad i den tyska delstaten Nordrhein-Westfalen. Den är belägen strax nordost om Ruhrområdet och har cirka 53 000 invånare. Närmaste större städer är Dortmund, Hamm och Münster.

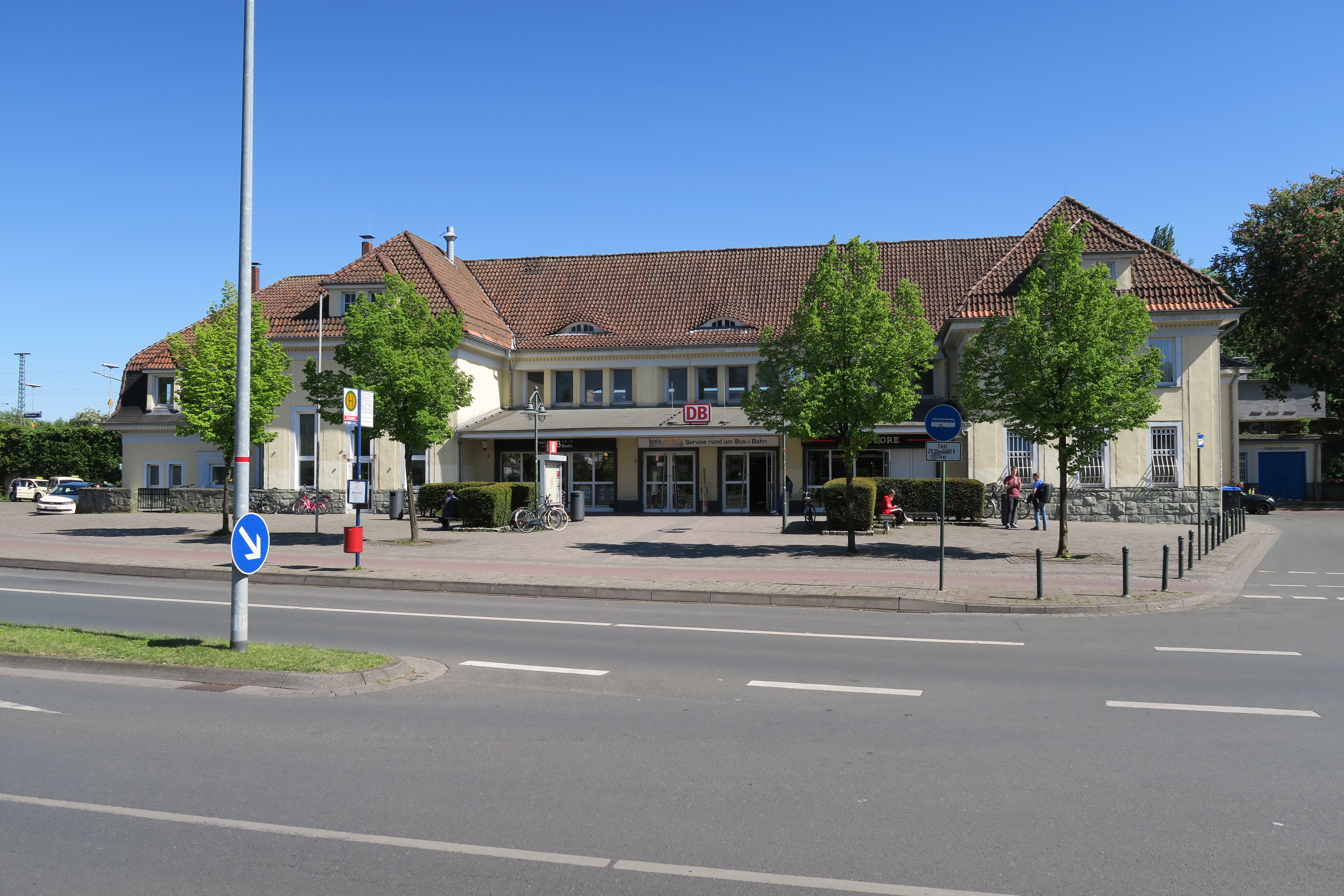
Järnvägsstationen i Ahlen